# Высадка в Аитапе
Высадка в Аитапе или Операция «Persecution» — операция американских войск по захвату населённого пункта Аитапе в северной части острова Новая Гвинея, проведённая 22 апреля 1944 года.

## Предыстория
Аитапе был захвачен японцами 1 апреля 1942 года. Юго-западнее города ими был построен аэродром.
Американское командование решило захватить аэродром возле Аитапе, чтобы изолировать расположенные восточнее гарнизоны из состава японской 18-й армии, а также обеспечить воздушное прикрытие высадки в Голландии после того, как авианосцы покинут зону боевых действий.

## Ход сражения
163-й полк 41-й пехотной дивизии Армии США высадился под Аитапе 22 апреля 1944 года. В это время в Аитапе находились японские этапные, запасные воинские части и авиационные подразделения общим количеством 1-2 тысячи человек. Их боеспособность была крайне незначительной, и после первых же боестолкновений они были вынуждены отступить. К 13 часам дня американские войска захватили аэродром.

## Итоги
Сразу после захвата аэродрома начался его ремонт от имевшихся повреждений, и уже через 48 часов на него перебазировались первые соединения австралийских ВВС, поддерживающие высадку в Голландии.